# Isdera Imperator 108i
De Isdera Imperator 108i is een sportwagen van de Duitse autofabrikant Isdera die in beperkte oplage gebouwd werd van 1984 tot 2001. De wagen kende zijn debuut op het Autosalon van Genève in 1984.

## Ontwerp
De Imperator 108i is een doorontwikkeling van de Mercedes CW311 conceptwagen uit 1978, die door Eberhard Schulz werd ontworpen. Omdat Mercedes geen interesse had om de CW311 in serieproductie te gaan bouwen richtte Schulz zijn eigen bedrijf Isdera op om de wagen op de markt te brengen.
De Imperator was met zijn carrosserie van glasvezelversterkte kunststof bovenop een stalenbuizenframe vergelijkbaar met andere exotische sportwagens van zijn tijd. Voor de aandrijflijn werd gebruikgemaakt van Mercedes V8-motoren gekoppeld aan een manuele vijfversnellingsbak van ZF.
Opvallend was dat de Imperator geen achteruitkijkspiegels had maar een soort periscoop die de bestuurder het zicht naar achteren gaf, waardoor een uitstulping op het dak ontstond. Verder was de wagen ook uitgerust met vleugeldeuren.
De auto had een luxueus interieur waarbij veel interieurcomponenten uit de Porsche 928 gebruikt werden.

## Specificaties en prestaties

### Eerste serie
Uiterlijk waren er maar weinig verschillen ten opzichte van de Mercedes CW311 conceptwagen, behalve dan de uitklapbare koplampen die vervangen werden door vaste koplampen en het gebruik van meer conventionele Mercedes-Benz achterlichten.
De originele Imperator had een 5,0L Mercedes-Benz M117 V8-motor met 235 pk die het voertuig een topsnelheid van 262 km/u en een sprint van 0-100 km/u in 6,8 seconden gaf. Latere motoren waren een 5,6L V8-motor met 300 pk uit de 560 SE en een 5,6L AMG V8-motor met 365 pk.
Van de eerste serie werden 17 stuks geproduceerd, inclusief een EVO 1-exemplaar dat voldeed aan het FIA GT-reglement.

### Tweede serie
De tweede serie uit 1992 kreeg opnieuw uitklapbare koplampen zoals de CW311 uit 1978, een meer gewelfde carrosserie, extra ventilatieopeningen vooraan bij de deuren, een nieuw radiatorrooster, uitlaatpijpen aan de zijkant van het voertuig en een herpositionering van de richtingaanwijzers. Een katalysator en ABS waren voortaan ook standaard aanwezig.
De wagens werden uitgerust met de nieuwe 5,0L V8-motor uit de S-Klasse en later de 6,0L V8-motor uit de SL 60 AMG met 410 pk. De prestaties van deze laatste zorgde voor een topsnelheid van 310 km/u en een sprint van 0-100 km/u in amper 5 seconden.
Van de tweede serie werden 14 stuks gebouwd. In april 2021 wisselde een exemplaar van eigenaar bij veilinghuis Bonhams voor € 690.000.

## Galerij

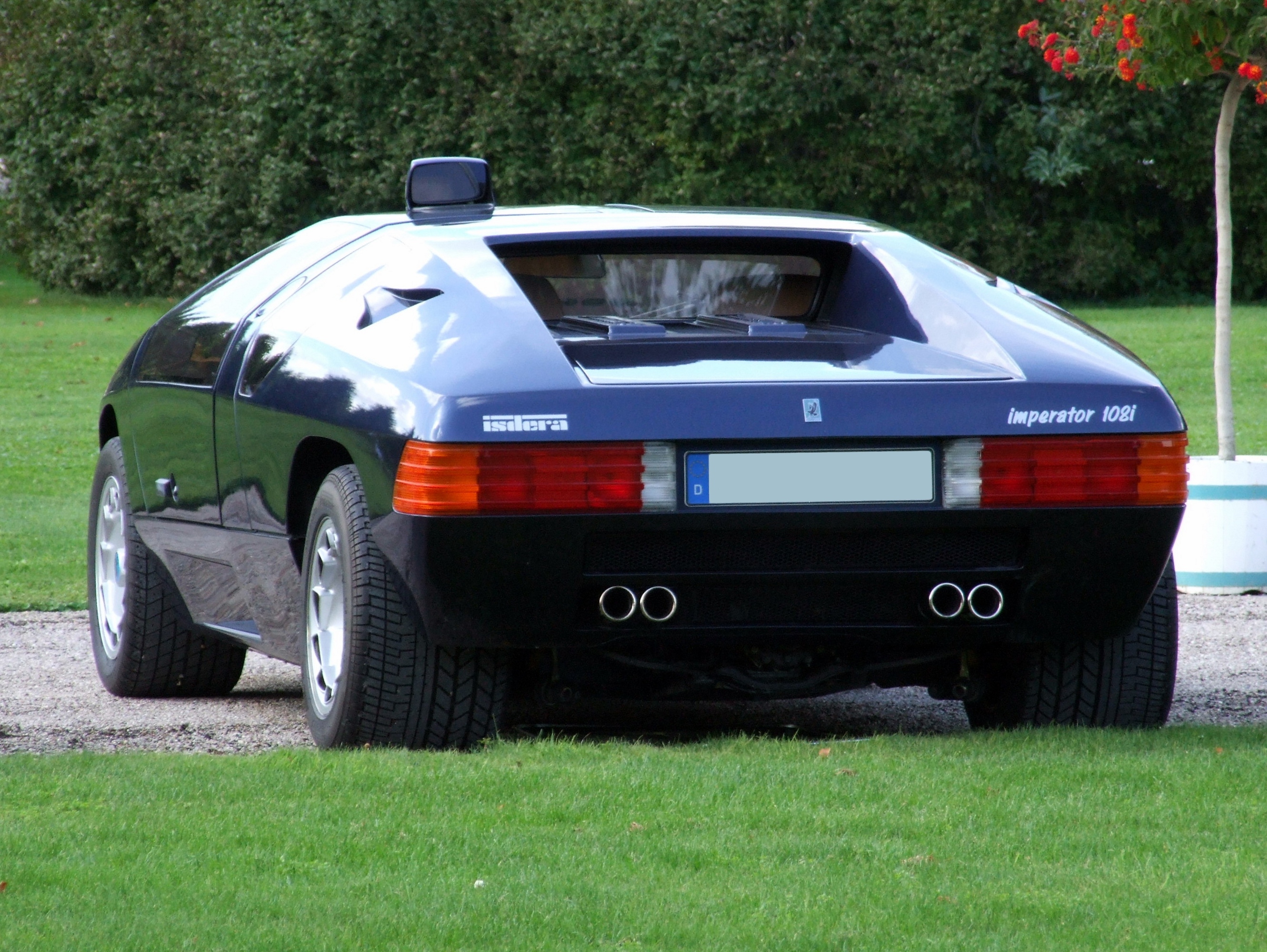
Imperator 108i, achteraanzicht
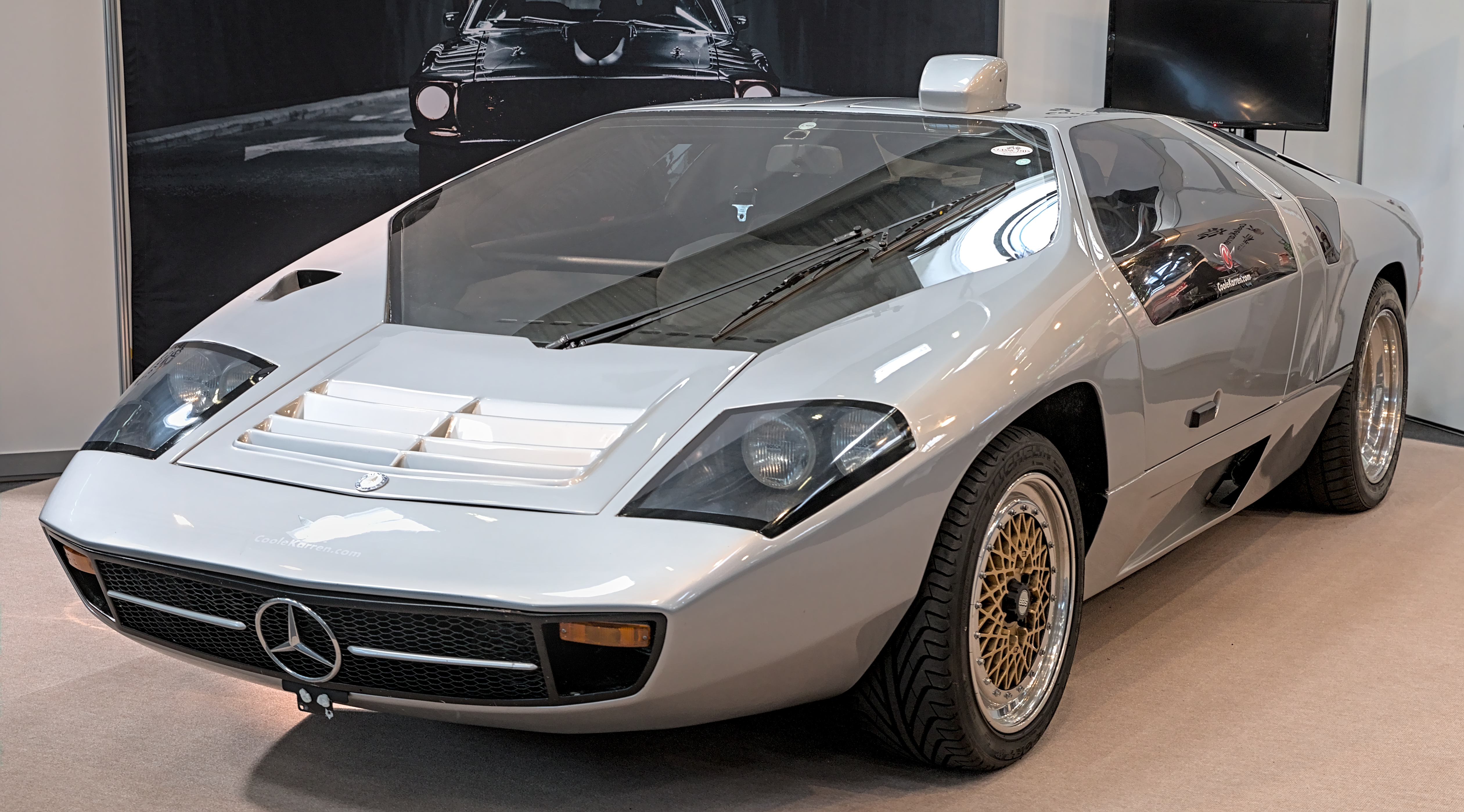
Imperator met Mercedes-embleem
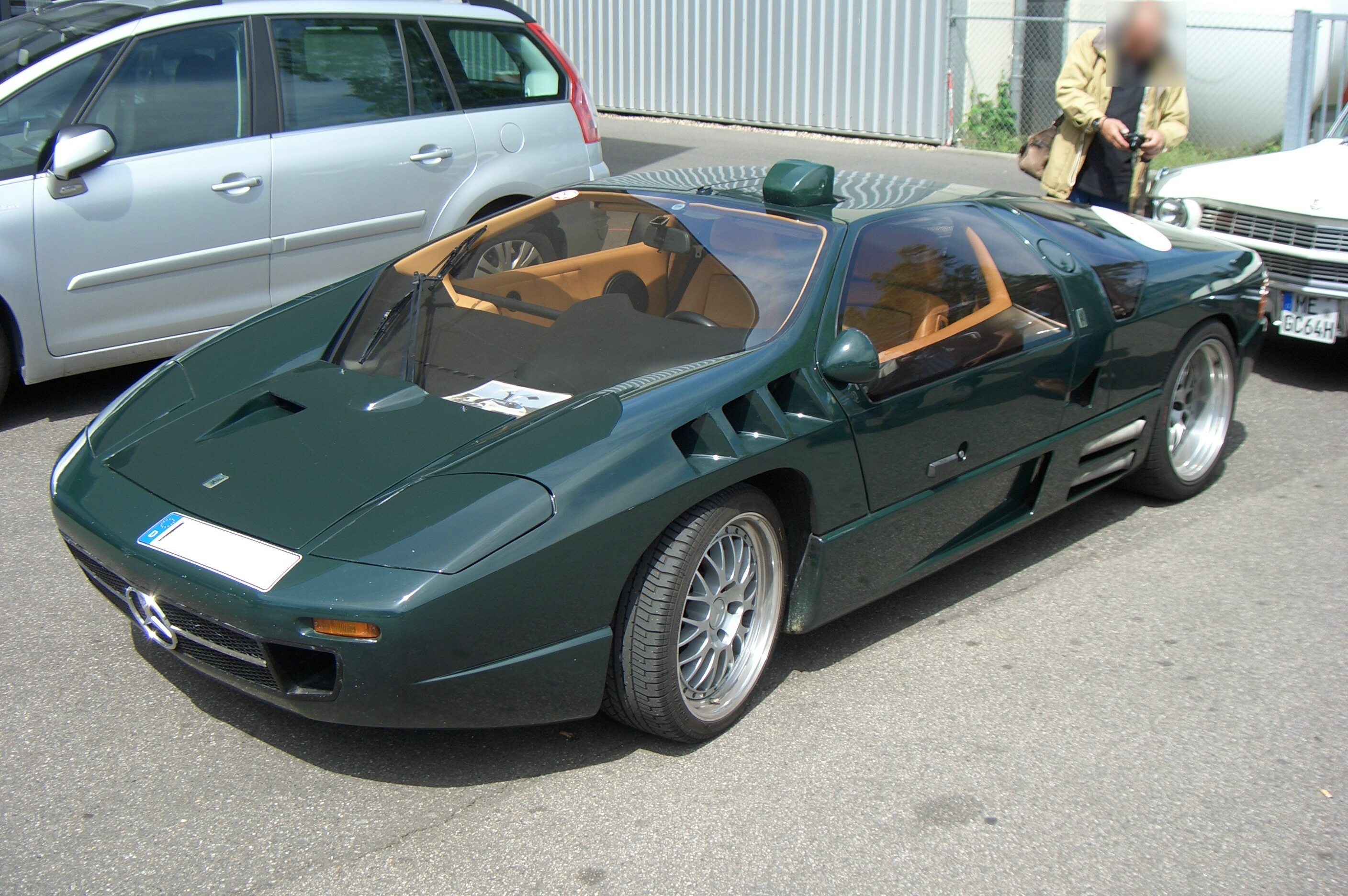
Een Imperator van de tweede serie